# Rex Warner
Rex Warner (9 de marzo de 1905 - 24 de junio de 1986) fue un traductor y escritor inglés.

## Biografía
Reginald Ernest Warner nació en Birmingham y dio sus primeros pasos en Gloucestershire. Hijo de un clérigo, estudió en los colegios St. George, en Harpenden, y Wadham, en Oxford. En este último es donde conoció a W. H. Auden y a Cecil Day Lewis.
Una vez terminados sus estudios en 1928, se dedicó a la docencia e impartió clases por toda Inglaterra sobre historia egipcia. En 1945 se trasladó a Atenas para trabajar como director del Museo Británico de dicha ciudad. Ocupó dicho cargo hasta 1947, y durante esos dos años también se dedicó a la traducción de clásicos griegos.
Tras su etapa en Grecia, Warner se asentó en Estados Unidos donde prosiguió enseñando. Su primer destino fue el Bowdoin College Brunswick, Maine, en 1961. Un año más tarde, en 1962, prosiguió con sus clases sobre Historia Antigua en la Universidad de Connecticut donde permanecería los próximos once años.
Rex Warner falleció en Wallingford, Oxfordshire.

## Obra literaria
La obra de Warner puede separarse en tres etapas bien diferenciadas. La primera de ellas, la más breve, es la que dedicó a la poesía. Durante su estancia en Oxford, trabajó en una serie de poemas que finalmente publicaría en 1937 en el volumen Poesías.
La segunda etapa de Warner comprende a sus primeras novelas. Escritas en la primerta mitad del siglo XX, Warner demuestra en ellas una fuerte conciencia social así como su preocupación por las inquietudes del hombre de su época. A este patrón obedecen sus primeros trabajos como, por ejemplo La caza del ganso salvaje (1936), El Profesor (1938), El Aeródromo (1941) y ¿Por qué fui asesinado? (1943).
En cuanto a su tercera etapa, es, sin duda, la más conocida y aclamada. Warner dio un giro hacia la novela histórica, alcanzando su cénit en el campo de la falsa biografía. A esta prolífica parte de su carrera literario pertenecen sus obras El joven César (1958), la continuación de esta, César Imperial (1960), que fue galardonada con el premio James Tait Black, Pericles el ateniense (1963) y la aclamada Los conversos (1967).

### Obras publicadas
- La caza del ganso salvaje (1936), novela.
- Poemas (1937)
- El Profesor (1938), novela.
- El Aeródromo (1941), novela.
- ¿Por qué fui asesinado? (1943), novela.
- Poemas y Contradicciones (1945)
- Hombres y Dioses (1950)
- Griegos y Troyanos (1951)
- Vistas de Ática (1951)
- Escapada (1953), novela gráfica.
- Grecia Eterna (1953) con Martin Hürlimann
- El joven César (1958), novela histórica.
- Los filósofos griegos (1958)
- César Imperial (1960), novela histórica.
- Pericles el Ateniense (1963), novela histórica.
- Los conversos (1967), novela histórica.

### Traducciones
- Tucídides, Historia de la guerra del Peloponeso (1954)
- Jenofonte, Historia de mi tiempo y de la expedición a Persia
- Plutarco, Vidas paralelas
- Eurípides, Medea (1944)
- Julio César, Comentarios (1960)
- San Agustín, Confesiones (1963)

- Datos: Q505887